# Giovanni Battista Cicala
Giovanni Battista Cicala (Genova, 27 maggio 1510 – Roma, 8 aprile 1570) è stato un cardinale e vescovo cattolico italiano.

## Biografia
Nacque da nobile famiglia, i Cicala, imparentata con i Cybo, con i Doria e con i Lomellini. Era figlio di Edoardo Cicala. Compì gli studi letterari e religiosi sotto la guida di Odoardo Cicala, futuro vescovo di Sagona e conseguì il titolo di magister. Si recò a Roma, dove fu referendario del Supremo Tribunale della Segnatura Apostolica e dal 1535 abbreviatore di parco maggiore. Dal 1540 al 1551 fu uditore della Camera Apostolica ed ebbe come assistenti Ugo Boncompagni, il futuro papa Gregorio XIII, e dal 1540 Girolamo Federici.
Il 5 dicembre 1543 fu nominato amministratore apostolico di Albenga e fu consacrato vescovo il 21 dicembre dello stesso anno.
Il 20 novembre 1551 papa Giulio III lo creò cardinale. Il 4 dicembre dello stesso anno ricevette il titolo di San Clemente. Il 20 marzo 1554 rinunciò all'amministrazione apostolica di Albenga a favore del nipote Carlo Cicala ed ebbe in cambio l'amministrazione apostolica della diocesi di Mariana, incarico a cui rinunciò il 13 settembre 1560 a vantaggio di Nicola Cicala. Dal 1565 al 1567 fu amministratore apostolico della diocesi di Sagona.
Il 7 novembre 1565 optò per la diaconia di Sant'Agata dei Goti, elevata a titolo pro illa vice e però conservò la denominazione di San Clemente. Il 30 aprile 1568 optò per l'ordine dei cardinali vescovi e per la sede suburbicaria di Sabina.
Fu incaricato di esaminare la causa di canonizzazione di san Diego d'Alcalá.
Partecipò a quattro conclavi:
- al primo conclave del 1555, che elesse papa Marcello II;
- al secondo conclave del 1555, che elesse papa Paolo IV;
- a quello del 1559, che elesse papa Pio IV;
- a quello del 1565-1566, che elesse papa Pio V.

Morì a Roma e fu sepolto nella basilica di Santa Maria del Popolo.

## Successione apostolica
La successione apostolica è:
- Cardinale Filippo Spinola (1566)
- Vescovo Luca Fieschi (1566)